# Liste der Herzoge von Salzburg

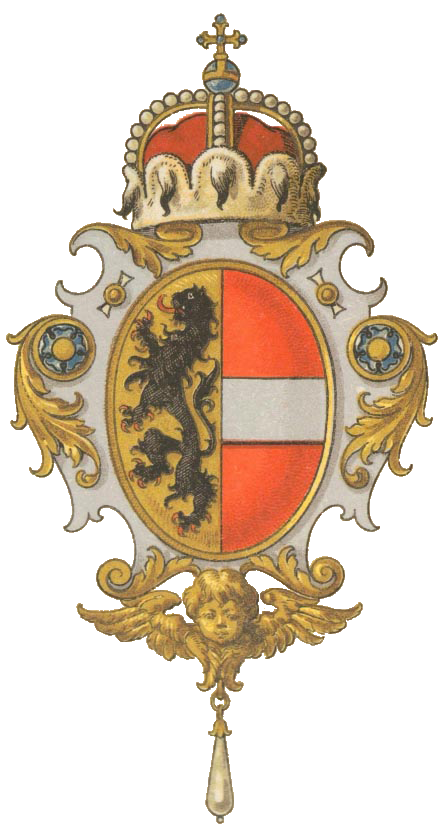
Kronland Salzburg (1890)

Per Reichsdeputationshauptschluss vom 25. Februar 1803 (kaiserliche Ratifikation durch Franz II. 27. April 1803) wurde das geistliche Fürsterzbistum Salzburg, nachdem Erzbischof Colloredo (Abdankungsurkunde 11. Februar 1803) im Wiener Exil abgedankt hatte, aufgelöst, und ein neues nominelles „Herzogtum“ installiert, das auch mit der Kurwürde verbunden war. Dieses Kurfürstentum Salzburg wurde, wie es der Frieden von Lunéville (9. Februar 1801) vorsah, als Entschädigung dem ehemaligen Großherzog von Toskana, habsburgische Sekundogenitur übergeben, der sein Land auf Veranlassung von Napoleon Bonaparte verloren hatte.
Die Kurwürde, ursprünglich – nach den Erfahrungen mit Karl Albrecht von Bayern im Österreichischen Erbfolgekrieg 60 Jahre vorher – gedacht, das Kaiseramt für Habsburg abzusichern, wurde aber schon 6. August 1806 mit der Auflösung des Heiligen Römischen Reiches hinfällig. Das Land Salzburg selbst wurde schon im Jahr davor Österreich angegliedert, in den Napoleonischen Kriegen schon bald französisch, dann bayerisch, nach dem Wiener Kongress 1815 und dem Vertrag von München 1816 (ohne den Rupertiwinkel) wieder österreichisch, war aber bis 4. März 1849 als Salzburgkreis nur Landesteil des Erzherzogtums Österreich ob der Enns. Dessen ungeachtet bestand die titularische Herzogswürde ungebrochen, sie blieb bis zum Zerfall der Habsburgermonarchie im Ersten Weltkrieg und der Abschaffung der Monarchien erhalten.

## „Herzog von Salzburg“ als Titel österreichischer Kaiser
Vor 1803 siehe: Liste der Erzbischöfe von Salzburg Dieser Titel bestand z. T. auch in der Zeit, in der es ein Land „Salzburg“ gar nicht gab.
Die vollständige Liste der zahlreichen Titel des Kaisers lautete ab 1806: Franz der Erste, von Gottes Gnaden Kaiser von Österreich, König zu Jerusalem, Hungarn, Böheim, Dalmazien, Croatien, Slavonien, Galizien und Lodomerien; Erzherzog zu Österreich, Herzog von Lothringen, zu Salzburg, zu Würzburg und in Franken, zu Steyer, Kärnthen und Krain; Großherzog von Krakau; Großfürst zu Siebenbürgen; Markgraf in Mähren; Herzog zu Sandomir, Massovien, Lublin, Ober- und Niederschlesien, zu Auschwitz und Zator, zu Teschen und zu Friaul; Fürst zu Berchtoldsgaden und Mergentheim; gefürsteter Graf zu Habsburg, Tyrol, Kyburg, Görz und Gradiska; Markgraf zu Ober- und Niederlausitz und in Istrien; Herr der Lande Vollhynien, Podlachein und Berzesz, zu Triest, zu Freudenthal und Eulenburg und auf der Windischen Mark etc. etc. etc
| Name                                | Dynastie             | von               | bis               | Anmerkungen |
| ----------------------------------- | -------------------- | ----------------- | ----------------- | --- |
| Franz, Kaiser von Österreich        | Habsburg-Lothringen  | 26. Dezember 1805 | 14. Oktober 1809  | erhielt Salzburg im Frieden von Preßburg 26. Dezember 1805, verlor es im Frieden von Schönbrunn 14. Oktober 1809 |
| Franz, Kaiser von Österreich        | Habsburg-Lothringen  | 1. Mai 1816       | 2. März 1835      | erhielt Salzburg ohne den Rupertiwinkel im Münchener Staatsvertrag. Salzburg wurde unter dem Namen „Salzachkreis“ im Wesentlichen ein Teil Österreichs ob der Enns. Es gab damals daher kein Land „Salzburg“, wohl aber weiter der kaiserlichen Titel „Herzog von Salzburg“ |
| Ferdinand, Kaiser von Österreich.   | Habsburg-Lothringen. | 2. März 1835      | 2. Dezember 1848  | Salzburg blieb unter dem Namen „Salzachkreis“ ein Teil Österreichs ob der Enns, Regierungsübergabe am 2. Dezember 1848 |
| Franz Joseph, Kaiser von Österreich | Habsburg-Lothringen  | 2. Dezember 1848  | 21. November 1916 | Salzburg wird 1850 ein eigenständiges Kronland |
| Karl, Kaiser von Österreich         | Habsburg-Lothringen  | 21. November 1916 | 11. November 1918 | Verzicht auf die Regierungsgeschäfte am 11. November 1918 |